# Povestea cocoșatului
Povestea cocoșatului (în engleză The Adventure of the Crooked Man), intitulată în unele versiuni Omul necinstit, este una dintre cele 56 povestiri scurte cu Sherlock Holmes ale lui Sir Arthur Conan Doyle și a opta povestire din volumul Memoriile lui Sherlock Holmes (respectiv a șaptea în edițiile americane ale acestui volum).
Povestirea a fost publicată în revista Strand Magazine din iulie 1893, cu ilustrații de Sidney Paget, apoi în volumul Memoriile lui Sherlock Holmes (în engleză The Memoirs of Sherlock Holmes) editat în 1894 de George Newnes Ltd din Anglia. Conan Doyle a clasificat „Povestea cocoșatului” pe locul 15 în lista celor 19 povestiri favorite cu Sherlock Holmes.

## Rezumat

### Misterul inițial

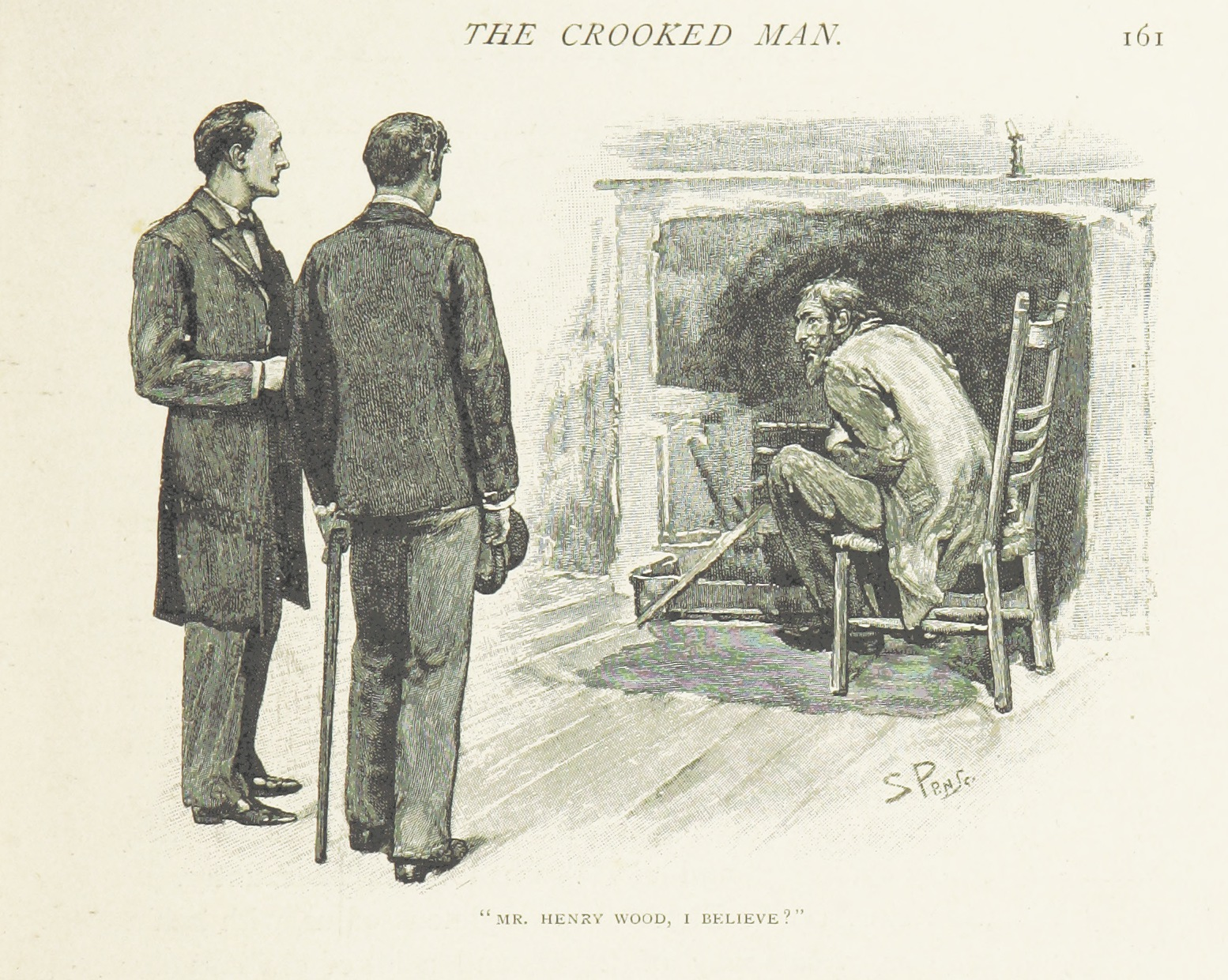
Holmes, Watson și „omul diform”.

Holmes sosește într-o seară acasă la Watson pentru a-i povesti de un caz la care lucra și a-l invita să fie martor la ultima etapă a investigației. Colonelul James Barclay, comandantul Regimentului The Royal Mallows cantonat la Aldershot, a murit aparent în mod violent, iar soția sa, Nancy, era suspectată de crimă. 
Ofițerii camarazi ai colonelului credeau că acesta și Nancy formau un cuplu fericit. Ei observaseră însă că colonelul Barclay era mai devotat soției decât era ea lui. De asemenea, ofițerii remarcaseră faptul că uneori colonelul cădea într-o muțenie și într-o adâncă depresie aparent fără niciun motiv. 
Fiind ofițer căsătorit, colonelul locuia împreună cu soția sa într-o vilă din afara taberei de la Aldershot. Într-o seară, Nancy a plecat împreună cu o vecină, domnișoara Morrison, la o acțiune de binefacere organizată de biserică, întorcându-se acasă nu după multă vreme. A intrat într-un salon rar folosit și i-a cerut servitoarei să-i aducă o ceașcă cu ceai, ceea ce era un lucru neobișnuit din partea ei. Auzind că soția sa a revenit, colonelul s-a dus și el în acel salon. Vizitiul l-a văzut intrând, aceea fiind ultima oară când a fost văzut în viață. 
Salonul avea storurile trase și o ușă de sticlă ce dădea spre o peluză. Când servitoarea a venit cu ceaiul, a auzit o ceartă între Nancy și soțul ei. Ea a auzit-o pe Nancy repetând numele „David”. Servitoarea a chemat-o pe bucătăreasă și pe vizitiu care au venit și au tras cu urechea. Nancy era foarte mâniată și îi spunea soțului ei că a fost laș. Cuvintele lui erau scurte și rostite pe un ton mai jos. Brusc, colonelul a țipat, s-a auzit o bufnitură și apoi țipătul lui Nancy.
Realizând că s-a întâmplat ceva groaznic, vizitiul a încercat să forțeze ușa închisă, dar nu a reușit să intre în cameră. Și-a adus aminte că acea cameră avea o ușă de sticlă ce dădea spre peluză și a intrat pe acolo. El a găsit-o pe soția colonelului leșinată, în timp ce colonelul zăcea mort cu o rană la cap. Vizitiul a chemat poliția și a cerut și ajutor medical. Spre suprinderea sa, ușa camerei era închisă pe dinăuntru, dar cheia nu s-a găsit nicăieri. 
În cameră a fost găsită o bâtă din lemn tare, cu mâner din os. Colonelul avea o colecție variată de arme aduse din diferite țări, dar servitorii au declarat că nu văzuseră anterior acea bâtă. 

### Rezolvarea misterului

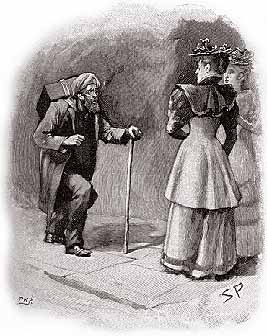
„Omul diform” o recunoaște pe Nancy Barclay, ilustrație din 1893 realizată de Sidney Paget.

Deși servitorii erau siguri că au auzit doar vocea colonelului și a soției sale, Holmes era convins că la momentul morții colonelului se mai afla în cameră o a treia persoană, care a fugit cu cheia camerei. Observând și niște urme de animal, detectivul a dedus că omul misterios ar fi adus cu el un animal, care avea un corp lung și picioare scurte, dar era mai mare decât o nevăstuică sau o hermină. Animalul a lăsat urme pe perdea, iar cum la geam era agățată colivia unui canar Holmes a dedus că animalul era carnivor.
Holmes este sigur că domnișoara Morrison cunoaște mai mult decât a declarat: detectivul îi spune acesteia că dacă va continua să păstreze secretul, atunci prietena sa ar urma să fie acuzată de crimă. Femeia îi povestește atunci că pe drumul de întoarcere de la biserică s-au întâlnit cu un om diform care căra o cutie de lemn. El s-a uitat la Nancy și cei doi s-au recunoscut, deși nu se mai văzuseră de treizeci de ani. Nancy a rugat-o pe domnișoara Morrison să meargă un pic singură pentru că are ceva de discutat cu acel om. Ea s-a întors foarte supărată și a pus-o pe vecina sa să jure că nu va spune nimănui de acest incident.
Holmes a reușit să-l identifice rapid pe omul diform ca fiind Henry Wood și a mers cu Watson a doua zi să-l viziteze pe aceeași stradă unde a fost întâlnit de cele două femei. Wood a explicat că fusese caporal în armata britanică în perioada Răscoalei șipailor (1857), fiind coleg de regiment cu sergentul Barclay (viitorul colonel). Cei doi erau rivali în dragoste și voiau să se căsătorească cu tânăra Nancy, fiica stegarului. Henry era pe atunci unul dintre cei mai chipeși militari. Regimentul era blocat de rebeli la Bhurtee și rămăsese fără apă potabilă. Henry a cerut să plece voluntar pentru a lua legătura cu generalul Neill și a cere ajutor. Sergentul James Barclay i-a trasat o rută pe care a descris-o ca fiind cea mai sigură. Henry Wood a nimerit însă într-o ambuscadă și a aflat din discuțiile indienilor că Barclay îl dăduse intenționat pe mâna inamicului pentru a scăpa de rivalul său în dragoste. El a fost torturat în mod repetat și a devenit un om diform, fiind o lungă perioadă sclav până când a reușit să evadeze. A trăit apoi printre afgani, câștigându-și existența ca scamator. Îmbătrânind, a dorit să se întoarcă în Anglia. A strâns bani și a reușit să revină în țară. 
A ajuns întâmplător și la regimentul unde a fost și el soldat și s-a îndeletnicit cu amuzarea soldaților. Într-una din zile a întâlnit-o pe stradă pe Nancy și i-a povestit viața sa. A urmărit-o apoi acasă și a văzut cearta dintre soți prin ușa de sticlă. A intrat în cameră, iar colonelul Barclay a făcut o criză de apoplexie în momentul când l-a văzut. Colonelul a murit pe loc, iar în cădere s-a lovit cu capul de colțul șemineului. Nancy a leșinat. Primul gând a lui Henry Wood a fost să deschisă ușa și să ceară ajutor, dar s-a temut să nu fie acuzat de crimă. Și-a luat mangusta, care scăpase din cușcă, și a fugit. Totuși, și-a uitat bâta de lemn, pe care anchetatorii o crezuseră arma crimei. 
Autopsia a dovedit că moartea colonelului survenise în urma apoplexiei, iar soția sa a fost exonerată de acuzații. Cât despre numele „David”, acest apelativ a fost folosit de Nancy ca un reproș la adresa soțului ei. Era vorba de regele biblic, care l-a trimis pe Urie Hititul într-un loc unde se duceau lupte grele și în care acesta din urmă a fost ucis. Astfel, David s-a putut căsători cu Batșeba, văduva lui Urie. Regele a fost certat cu severitate pentru acest păcat de către profetul Natan și a suferit o pedeapsă divină, deși, spre deosebire de colonel, Dumnezeu a hotărât să moară copilul lui David și al Batșebei și nu regele însuși.

## Personaje
- Sherlock Holmes
- doctorul Watson
- Murphy - maior
- James Barclay - colonel
- Nancy Barclay - fiica stegarului Devoy, soția colonelului Barclay
- Domnișoara Morrison - vecina familiei Barclay
- Jane Stewart - servitoare în casa soților Barclay
- Henry Wood - fost caporal în armata britanică, prins de indieni și torturat

## Comentariu
„Elementar, dragul meu Watson” este o expresie a lui Sherlock Holmes, care este deseori citată. Cu toate acestea, Holmes nu a spus-o niciodată în vreo povestire scrisă de Sir Arthur Conan Doyle. În Povestea cocoșatului, totuși, detectivul folosește o expresie asemănătoare:
„Am avantajul că îți știu obiceiurile, dragul meu Watson”, a spus el.
[...]
„Excelent!” am strigat.
„Elementar”, a spus el.
În episodul realizat de Granada Television citatul „Elementar, dragul meu Watson” este inversat la final, Watson deducând că Holmes a căutat pasajul din Biblie după ce s-au întors de la Aldershot. Când Holmes îl întreabă pe Watson cum a știut, acesta răspunde „Elementar, dragul meu Holmes” după ce îi explică cum a ajuns la această concluzie. 
Data exactă când se petrece acțiunea din această povestire nu este cunoscută, dar, din moment ce Nancy se căsătorise de „mai bine de treizeci de ani”, iar Rebeliunea indiană a izbucnit în 1857, ar putea să fie cândva după anul 1887. În primele rânduri ale povestirii, Watson spune că acțiunea s-a petrecut în „vara” de după căsătoria sa care a avut loc în 1888, iar astfel se deduce că era vorba chiar de vara anului 1888.

## Adaptări teatrale și cinematografice
Această povestire a servit ca sursă de inspirație pentru cel de-al 43-lea film cu Sherlock Holmes (filmat în 1923) din seria de filme mute cu Eille Norwood.
Povestirea a fost adaptată în 1984 pentru serialul de televiziune Sherlock Holmes realizat de Granada Television cu Jeremy Brett în rolul principal. Acest episod este cel de-al treilea al primei serii. Ecranizarea realizată de Granada TV respectă cu fidelitate textul original - cu excepția faptului că menajera și nu vizitiul îi spune lui Holmes de indiciul cheii lipsă. 
Se sugerează, de asemenea, că „Royal Mallows” este un regiment de „lăncieri” și că Barclay a reușit să avanseze rapid de la gradul de sergent până la cel de ofițer datorită în parte căsătoriei sale cu fiica stegarului - mai degrabă decât a meritelor, ținând cont și de faptul că Murphy era deja un tânăr subofițer pe când Barclay era sergent; în momentul descris în povestire, Murphy este doar un maior aflat temporar la comanda regimentului.

## Traduceri în limba română
- Povestea cocoșatului - în volumul Memoriile lui Sherlock Holmes (Ed. Junimea, Colecția „Fantomas”, Iași, 1970) - traducere de Andrei Bantaș
- Omul necinstit - în volumul Memoriile lui Sherlock Holmes (Ed. Aldo Press, București, 2003) - traducere de Luiza Ciocșirescu
- Povestea cocoșatului - în volumul "Memoriile lui Sherlock Holmes" (Ed. Compania, București, 2009) - traducere de Andrei Bantaș
- Omul necinstit - în volumul Aventurile lui Sherlock Holmes. Vol II (Colecția Adevărul, București, 2010) - traducere de Luiza Ciocșirescu
- Omul necinstit - în volumul Aventurile lui Sherlock Holmes. Vol II (Colecția Adevărul, București, 2011) - traducere de Luiza Ciocșirescu